# Javier Charcopa
Javier Charcopa (n. Guayaquil, Guayas, Ecuador; 2 de septiembre de 1992) es un futbolista ecuatoriano que juega de volante por las bandas o extremo y su equipo actual es Atlético Santo Domingo de la Serie B de Ecuador.

## Trayectoria
Ha jugado en varios clubes de Ecuador. Destacó en Deportivo Cuenca. En su paso por Emelec fue campeón en 2014 y 2015. Tuvo un paso en el exterior, al jugar en el FC Ordino de la Primera División de Andorra.

## Clubes
| Club                   | País    | Año         | PJ | G  |
| ---------------------- | ------- | ----------- | -- | -- |
| Emelec                 | Ecuador | 2004 - 2008 | 0  | 0  |
| Estudiantes del Guayas | Ecuador | 2009        | 5  | 2  |
| Panamá SC              | Ecuador | 2010 - 2011 | 38 | 18 |
| El Nacional            | Ecuador | 2012        | 7  | 2  |
| Deportivo Cuenca       | Ecuador | 2013        | 32 | 5  |
| Emelec                 | Ecuador | 2014 - 2016 | 45 | 3  |
| Fuerza Amarilla        | Ecuador | 2017        | 10 | 0  |
| FC Ordino              | Andorra | 2018        | 15 | 0  |
| Atlético Santo Domingo | Ecuador | 2020        | 2  | 1  |
| Chacaritas             | Ecuador | 2020        | 0  | 0  |
| Atlético Santo Domingo | Ecuador | 2021 - act. | 0  | 0  |

## Palmarés

### Campeonatos nacionales
| Título             | Club   | País    | Año  |
| ------------------ | ------ | ------- | ---- |
| Serie A de Ecuador | Emelec | Ecuador | 2014 |
| Serie A de Ecuador | Emelec | Ecuador | 2015 |